# Malthonea itaiuba
Malthonea itaiuba es una especie de escarabajo longicornio del género Malthonea, tribu Desmiphorini, subfamilia Lamiinae. Fue descrita científicamente por Martins & Galileo en 1999.
La especie se mantiene activa durante los meses de junio y julio.

## Descripción
Mide 7,7 milímetros de longitud.

## Distribución
Se distribuye por Venezuela.